# Морская Армения
Морская Армения,  Armenia Maritima — термин под которым в позднее Средневековье понимали юго-восточную часть полуострова Крым. Встречается на картах с XIII века. Название соответствовало национальному составу обитателей этого района Крыма. 

## История
В более ранний период X-XII веков под термином Armenia Maritima некоторые исследователи понимали Киликийское армянское царство.

В Крыму армяне проживали еще в VIII веке, когда власть над полуостровом делили Византийская империя и Хазарский каганат. Позже, на полуострове в городах возникают армянские колонии и торгово-ремесленные кварталы (Кафа, Солхат, Карасубазар, Армянский базар). В Кафе, огороженный отдельной стеной квартал к югу от Генуэзской крепости, носил название «Армянская крепость» (ныне район Феодосийского Карантина). По численности населения в Крыму, армяне уступали только крымским татарам. Юго-восточная часть полуострова даже носила название Морская Армения. 
- Старейшее здание монастыря Сурб-Хач в Старом Крыму - церковь Сурб-Ншан (св. Знамения), 1358 год
- Церковь Сурб Урбат (Святой Параскевы) в селе Тополёвка,  XIV век
- Церковь Сурб Саркис в Феодосии, 1361 год

Политическую автономию армянская диаспора не имела, выступая в роли податного сословия в Крымском улусе, княжестве Феодоро и Великой Газарии. В местах компактного проживания армяне возвели множество храмов и несколько монастырей, многие из которых сохранились до настоящего времени. В XIV—XV веках армяне играли важную роль в торговой жизни региона. В одной толь ко Каффе (Феодосии) во второй половине XV века проживало более 46 тысяч армян. 
Крымские армяне не только везли товары на родину, они также управляли караванами, следующими на запад через современную Румынию и Польшу и далее в Нюрнберг (Германия) и Брюгге (Нидерланды). Армянские колонии в Крыму были настолько велики, что генуэзцы называли юго-восточную часть Крыма «Морской Арменией» (Armenia maritima). О том же свидетельствует историк М. В. Тамамшев, который указывает, что «с приближением монгольского владычества к упадку, армяне массами переселялись в Крым, где их стало так много, что некоторые географы стали называть Крымский полуостров — Арменией морской».